# Nicolas Bernier
Nicolas Bernier (ur. w Mantes-la-Jolie 28 czerwca 1664/1665 lub 5/6 czerwca 1665, zm. w Paryżu 6 lipca lub 5 września 1734) – francuski kompozytor i organista.

## Życiorys
Jako chłopiec śpiewał w chórze katedralnym w Mantes-la-Jolie. Przypuszczalnie otrzymał niższe święcenia kapłańskie. Studiował w Rzymie u Antonio Caldary, w 1692 roku powrócił do Paryża. W latach 1694–1698 był kapelmistrzem katedry w Chartres, a od 1698 roku paryskiego kościoła Saint Germain l’Auxerrois. Od 1704 do 1726 roku pełnił funkcję kapelmistrza Sainte-Chapelle w Paryżu. W 1723 roku został powołany, wspólnie z André Camprą i Charlesem-Hubertem Gervais, na zastępcę dyrygenta kapeli królewskiej.
Jego uczniami byli prawdopodobnie Louis-Claude Daquin i Filip II Orleański.

## Twórczość
Był autorem motetów, zbioru Leçons de Ténèbres na sopran i basso continuo, jednej mszy oraz Te Deum. Jako jeden z pierwszych kompozytorów francuskich pisał także kantaty świeckie. Jest autorem rozprawy teoretycznej Principes de composition, w 1964 roku przełożonej przez Philipa F. Nelsona na język angielski (Principles of Composition, Brooklyn 1964).